# Сюжет

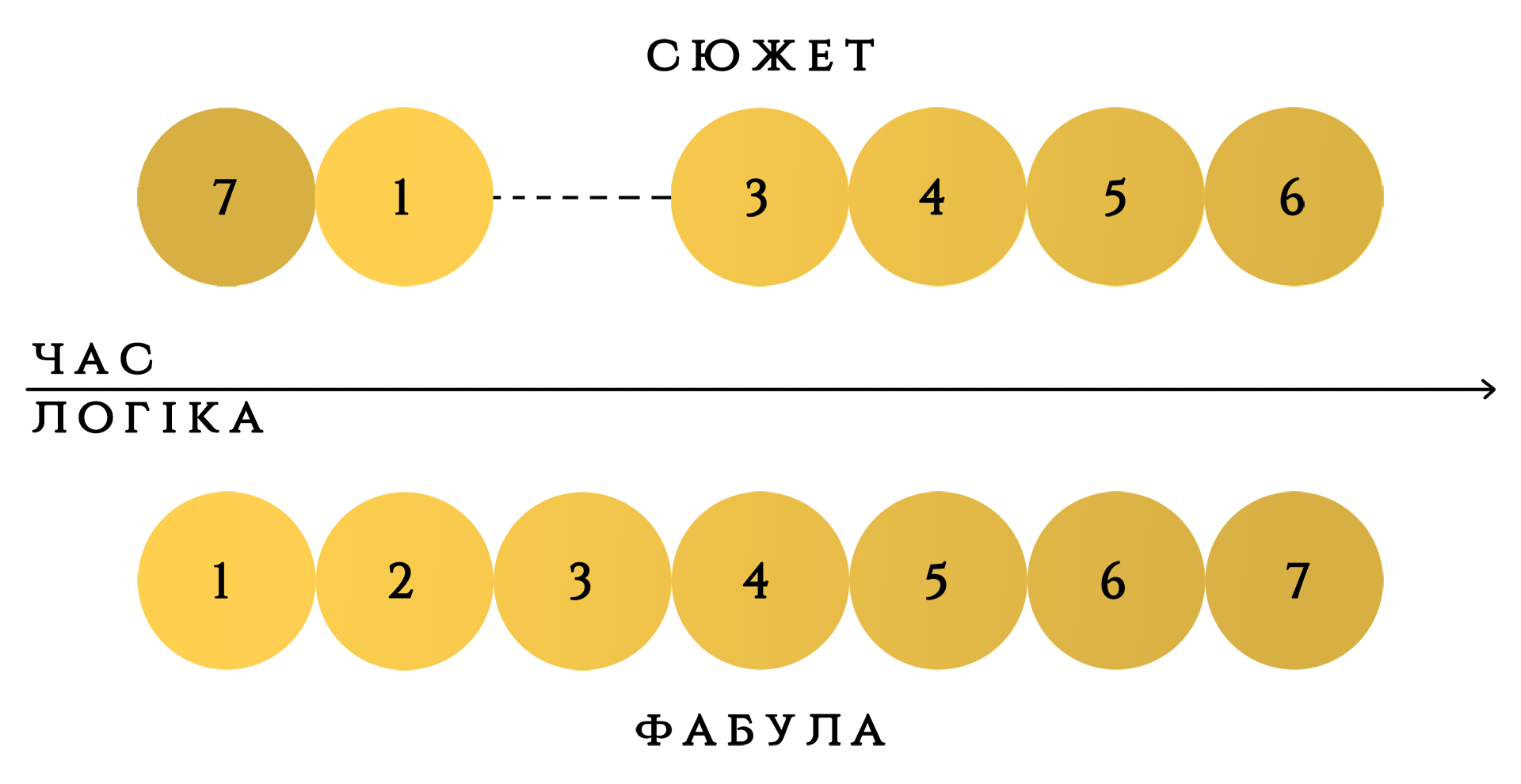
Різниця між сюжетом та фабулою

Сюжéт (фр. sujet — тема, предмет від лат. subjectum — підмет, суб'єкт) — різновид наративу, сукупність подій у художньому творі, пов'язаних причинно-наслідковими зв'язками, що розкриваються в певній послідовності. Сюжет є трансформацією фабули, котра містить події в логічній та часовій послідовності, тоді як в сюжеті ця послідовність може порушуватися. В повсякденному вжитку також вживається як синонім синопсису.

## Історія терміна
Слово «сюжет» походить з французької мови, де «sujet» — тема, предмет, що своєю чергою походить від лат. subjectum — підмет, суб'єкт. Як термін, «сюжет» стосовно творів літератури почали використовувати французькі драматурги П'єр Корнель та поет і теоретик класицизму Нікола Буало у XVII ст. Вони називали сюжетами запозичені із античної творчості події життя міфічних героїв. Передусім тут маються на увазі хрестоматійно відомі події із життя героїв драматичних творів античних авторів. Вважається, що корені такого уявлення містяться в «Поетиці» Арістотеля, котрий розрізняв загальний виклад подій з життя міфічих героїв («міфос») і його деталізоване словесне вираження в творі.
У англійській мові відповідником до «сюжет» зазвичай є «plot», що первісно означає «невелика ділянка землі». З XVI ст. з'являється значення «схема», «мапа», а також «секрет», що має паралелі з давньофранцузьким «complot» — «складений план», від «compeloter» — «зкочувати в кульку».
Часто «сюжет» (англ. plot) слугує синонімом до «фабула» (від лат. fabula — оповідь, розповідь), особливо в західному літературознавстві. Типовим визначенням сюжету є дане англійським романістом Едвардом Форстером — причинно-наслідковий зв'язок між подіями в історії. «Історія» тут відповідає терміну «фабула» в тих літературних теоріях, що зазнали російського впливу (до яких зокрема належить французька та українська).
В естетиці російського реалізму XIX ст. під сюжетом стали розумітися предмет, тема, причина оповіді. А під фабулою — позбавлений деталей розвиток дії в хронологічній або причинно-наслідковій послідовності. Саме так її визначав, наприклад, Олександр Островський. Олександр Веселковський запропонував називати сюжетом комплекс мотивів, у якому узагальнено акти людської діяльності. Позицію Веселовського підтримав український історик і теоретик літератури Олександр Білецький в 1923 році: «всяка сюжетна схема не монолітна: вона легко розчленовується на ряд елементів, здатних існувати в іншому зв'язку, незалежно один від одного. Ці елементи ми називаємо мотивами».
У 1920-і розділення фабули та сюжету усталилося, проте зміст понять діаметрально змінився, порівняно з реалізмом. В представників формальної школи літературознавства (зокрема Віктора Шкловського, Бориса Томашевського, Миколи Петровського, Бориса Ейхенбаума) фабула — це перебіг подій (їхній правильний хронологічний чи логічний порядок), а сюжет — це їх опрацювання й оповідь (виклад у такому порядку, в якому їх подано сприймачеві, де якісь події можуть упускатися, або мінятися місцями). В радянських теоретиків літератури (зокрема Олександра Ревякіна, Леоніда Тимофєєва та ін.) пропонувалося взагалі відмовитися від терміна «фабула». Якщо ж він використовувався, то в значенні стислого опису основних подій, часто без фіксації зв'язку між ними, або в значенні художньої обробки сюжету.
Протиставлення фабули та сюжету властиве східним послідовникам російської «формальної школи», тоді як на Заході йому відповідає протиставлення історії (англ. story, фр. histoire) та сюжету (англ. plot, фр. récit); історії та тексту (фр. texte); дії (фр. acción) та дискурсу (фр. discurso); або історії та дискурсу. Впродовж 1960-1990-х років різними дослідниками такі протиставлення було запропоновано, надаючи поняттям різних відтінків.
У 1981 Гайден Вайт дав визначення сюжету: «структура взаємозв'язків, за допомогою яких події, на які звертається увага, наділяються значенням, ідентифікуючись як частина цілого». Жером Брунер визначав у 1986 році сюжет як схему наративу, а фабулу як не прив'язану до часу тему.
У сучасному українському літературознавстві термін має такі значення: подія чи система подій, покладена в основу епічних, драматичних, інколи ліричних творів; спосіб естетичного освоєння й осмислення, організації подій (художньої трансформації фабули); рух характерів у художньому часі й просторі. Або як сукупність взаємин між персонажами, яка в певній послідовності подій розкриває характери і зміст у епічому, драматичному (інколи в ліро-епічому) творі. Вважається, що фабула може бути тотожною сюжету, якщо послідовність подій і їх тривалість у обох випадках збігаються.

## Основні елементи сюжету

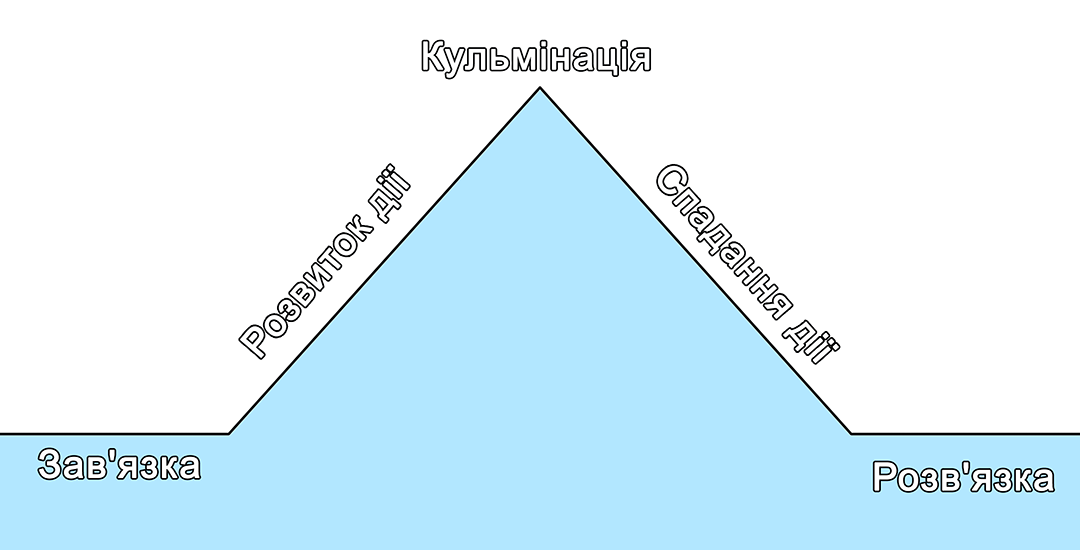
Піраміда Фрейтага

Типовим є поділ сюжету, який запропонував 1863 року німецький драматург Густав Фрейтаг, званий також «пірамідою Фрейтага»:
- Зав'язка (експозиція) — початок сюжету, де вперше зображаються основні персонажі, місце та час дії. Також тут зображаються основна рушійна проблема чи конфлікт.
- Розвиток дії — серія подій, у яких розкривається конфлікт і головні герої. Події дедалі ускладнюються, створюючи у сприймача сюжету хвилювання, напругу, відчуття наближення кризи.
- Кульмінація (клімакс) — поворотна точка в сюжеті, де інтерес та емоції сприймача найвищі. Спосіб виходу з кульмінації переважно несподіваний.
- Спадання дії — події та проблеми прямують до розв'язку, дії головних героїв отримують результати.
- Розв'язка — завершення оповіді та кінцева подія[16][17].

## Різновиди сюжетів
- Хронікальні — виникли на ранніх етапах історичного розвитку літератури, їм притаманний хронологічний принцип поєднання відокремлених епізодів.
- Концентричні — тип сюжету, в якому різні події концентруються навколо центральної події (групи подій) та слідують схемі зав'язка — кульмінація — розв'язка[1].

## Базові сюжети
Поширена думка, що всі сюжети засновані на декількох базових сюжетах. Віднайти їх намагалися численні літературознавці.
Жорж Польті виділяв у 1865 році «36 драматичних ситуацій», Хорхе Борхес у новелі «Чотири цикли» (1972) нараховував чотири головних сюжети: штурм міста, повернення, пошук і самогубство бога. Роналд Тобіас у 1993 році описав, що сюжетів є 20, таких як «пошук», «дорослішання», «помста», «втеча» та ін. На думку Крістофера Букера, таких сюжетів є 7, що він висловив у 2005 році: «Перемога над чудовиськом», «З Івана у пана», «Пригода», «Подорож і повернення», «Комедія», «Трагедія», «Відродження».